# Елідоу (Техас)
Елідоу (англ. Aledo) — місто (англ. city) в США, в окрузі Паркер штату Техас. Населення — 4858 осіб (2020).

## Географія
Елідоу розташований за координатами 32°41′51″ пн. ш. 97°36′25″ зх. д. / 32.69750° пн. ш. 97.60694° зх. д. (32.697366, -97.606982).  За даними Бюро перепису населення США в 2010 році місто мало площу 6,70 км², уся площа — суходіл.

### Клімат
| Клімат : Елідоу                          | Клімат : Елідоу | Клімат : Елідоу | Клімат : Елідоу | Клімат : Елідоу | Клімат : Елідоу | Клімат : Елідоу | Клімат : Елідоу | Клімат : Елідоу | Клімат : Елідоу | Клімат : Елідоу | Клімат : Елідоу | Клімат : Елідоу | Клімат : Елідоу |
| Показник                                 | Січ.            | Лют.            | Бер.            | Квіт.           | Трав.           | Черв.           | Лип.            | Серп.           | Вер.            | Жовт.           | Лист.           | Груд.           | Рік             |
| Середній максимум, °C                    | 12,7            | 15,2            | 19,5            | 24,5            | 28,4            | 32,7            | 35,5            | 35,6            | 31,4            | 25,9            | 19,3            | 14,3            | 24,6            |
| Середній мінімум, °C                     | −0,2            | 2,2             | 6,3             | 11,8            | 16,4            | 20,6            | 22,7            | 22,3            | 18,4            | 12,5            | 6,6             | 1,6             | 11,8            |
| Норма опадів, мм                         | 48              | 58              | 73              | 70              | 115             | 90              | 56              | 62              | 83              | 91              | 62              | 56              | 863             |
| ---------------------------------------- | --------------- | --------------- | --------------- | --------------- | --------------- | --------------- | --------------- | --------------- | --------------- | --------------- | --------------- | --------------- | --------------- |
| Джерело: Western Regional Climate Center |                 |                 |                 |                 |                 |                 |                 |                 |                 |                 |                 |                 |                 |

## Демографія
Згідно з переписом 2010 року, у місті мешкало 2716 осіб у 909 домогосподарствах у складі 743 родин. Густота населення становила 405 осіб/км².  Було 954 помешкання (142/км²).
Расовий склад населення:
| - 95,4 % — білих - 1,0 % — азіатів - 0,6 % — корінних американців - 0,1 % — вихідців з тихоокеанських островів - 0,1 % — чорних або афроамериканців - 1,4 % — осіб інших рас |

До двох чи більше рас належало 1,4 %. Частка іспаномовних становила 8,5 % від усіх жителів.
За віковим діапазоном населення розподілялося таким чином: 34,4 % — особи молодші 18 років, 58,0 % — особи у віці 18—64 років, 7,6 % — особи у віці 65 років та старші. Медіана віку мешканця становила 34,2 року. На 100 осіб жіночої статі у місті припадало 94,3 чоловіків;  на 100 жінок у віці від 18 років та старших — 88,1 чоловіків також старших 18 років.
Середній дохід на одне домашнє господарство  становив 90 643 долари США (медіана — 89 934), а середній дохід на одну сім'ю — 96 127 доларів (медіана — 93 750). Медіана доходів становила 66 700 доларів для чоловіків та 49 688 доларів для жінок. За межею бідності перебувало 3,9 % осіб, у тому числі 5,9 % дітей у віці до 18 років та 0,0 % осіб у віці 65 років та старших.
Цивільне працевлаштоване населення становило 1304 особи. Основні галузі зайнятості: освіта, охорона здоров'я та соціальна допомога — 25,2 %, виробництво — 11,1 %, мистецтво, розваги та відпочинок — 8,7 %, роздрібна торгівля — 7,7 %.